# Just Dance (loạt video game)
Just Dance là một sê-ri trò chơi nhịp điệu được phát triển và phát hành bởi Ubisoft. Phiên bản đầu tiên được phát hành trên Wii vào năm 2009 tại Bắc Mỹ, Châu Âu và Úc.

## Cách chơi

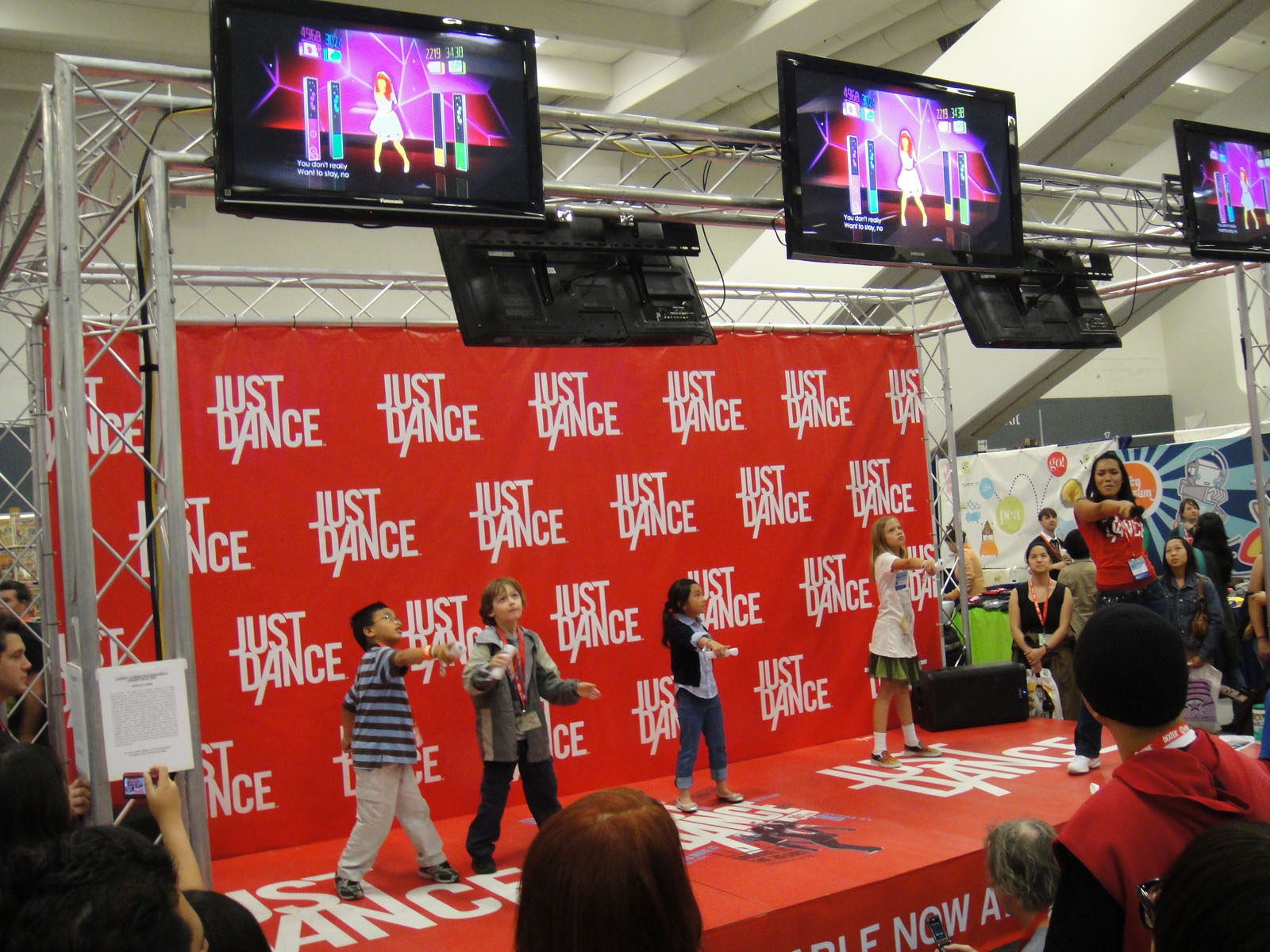
Just Dance tại WonderCon 2010

Mỗi phiên bản Just Dance bao gồm một danh sách các bài nhạc với mỗi vũ đạo riêng. Trong mỗi bài hát, người chơi sẽ nhìn thấy một chuỗi điệu nhảy được thực hiện bởi các vũ công và hình minh họa xuất hiện trên màn hình, làm theo những động tác đó và nhận được điểm số tương ứng theo cấp bậc X - OK - GOOD - SUPER - PERFECT. Ngoài ra còn có thêm những động tác thưởng điểm gọi là "Gold Moves" với giá trị điểm cao hơn và xuất hiện ít hơn trong mỗi bài. Ngoại trừ bản Just Dance đầu tiên chỉ có điểm, các phiên bản sau còn có đánh giá dựa theo điểm số tương ứng từ 1 đến 5 sao, ở phiên bản Just Dance 2017 có mốc điểm Superstar cao hơn 5 sao và từ Just Dance 2018 trở đi có Megastar có mốc điểm cao hơn Superstar. Tùy thuộc vào phiên bản và hệ máy mà Just Dance có nhiều cách khác nhau để tính điểm, có thể chơi bằng bộ điều khiển chuyển động hoặc thiết bị camera (như Wii Remote, PS Move và Kinect) hoặc sử dụng ứng dụng Just Dance Controller trên điện thoại. Trò chơi có thể được chơi với 6 người chơi cùng lúc ở các console thế hệ thứ 8 và 9, cũng như trên Steam và Stadia. Console thế hệ thứ 7 và phiên bản Wii U từ Just Dance 4 đến Just Dance 2015 cũng như phiên bản Wii U và Nintendo Switch của Just Dance 2019 chỉ giới hạn 4 người chơi.

## Các phiên bản

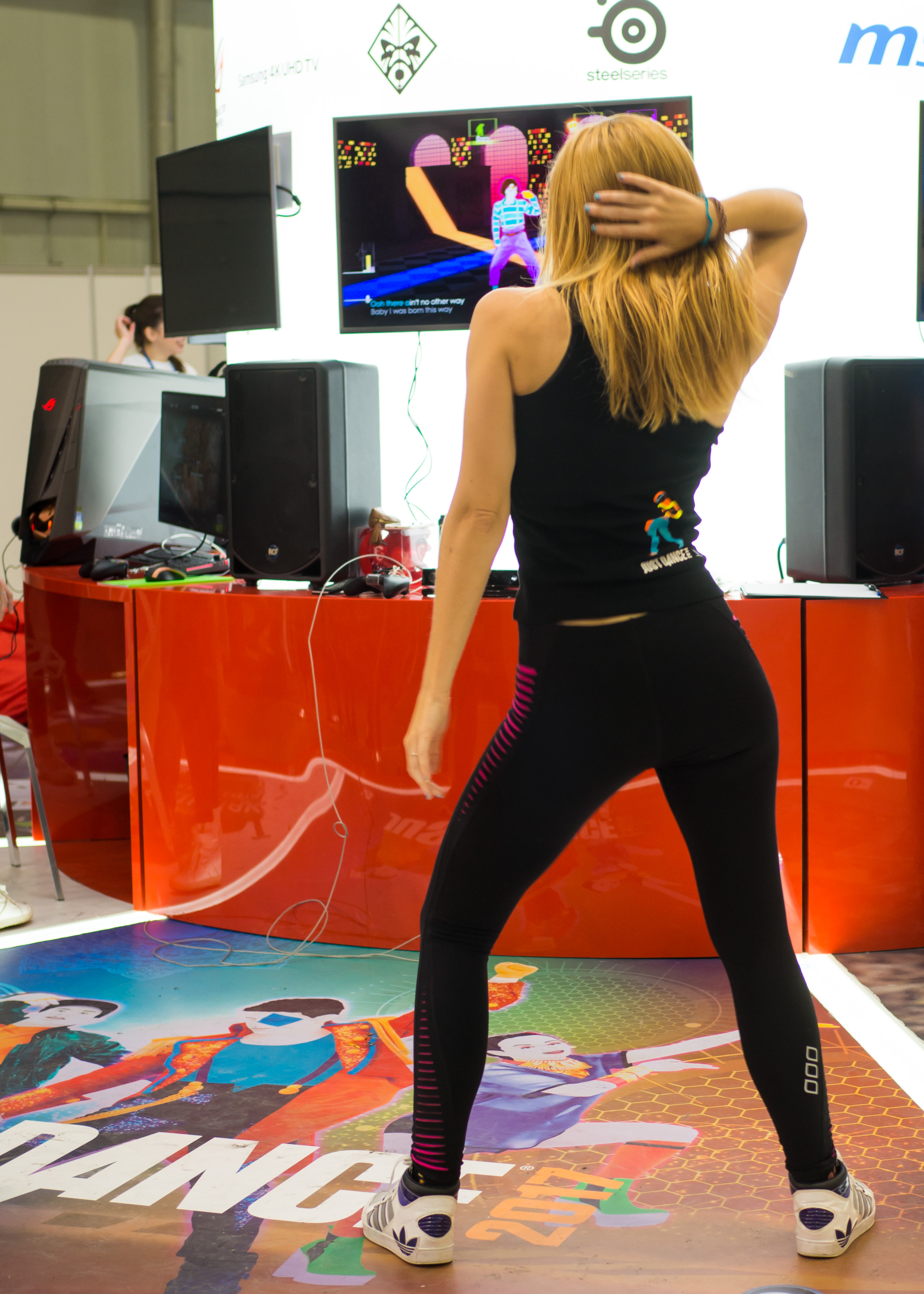
Quảng bá Just Dance 2017 tại IgroMir 2016

| 2009 | Just Dance                                     |
| 2010 | Just Dance 2                                   |
| 2010 | Just Dance Kids                                |
| 2011 | Just Dance Summer Party                        |
| 2011 | Just Dance 3                                   |
| 2011 | Just Dance Wii                                 |
| 2011 | Just Dance Kids 2                              |
| 2012 | Just Dance: Greatest Hits                      |
| 2012 | Just Dance Wii 2                               |
| 2012 | Just Dance 4                                   |
| 2012 | Just Dance: Disney Party                       |
| 2013 | Just Dance 2014                                |
| 2013 | Just Dance Kids 2014                           |
| 2014 | Just Dance Wii U                               |
| 2014 | Just Dance 2015                                |
| 2015 | Just Dance 2016                                |
| 2015 | Just Dance: Disney Party 2                     |
| 2015 | Yo-kai Watch Dance: Just Dance Special Version |
| 2016 | Just Dance 2017                                |
| 2017 | Just Dance 2018                                |
| 2018 | Just Dance 2019                                |
| 2019 | Just Dance 2020                                |
| 2020 | Just Dance 2021                                |
| 2021 | Just Dance 2022                                |
| 2022 | Just Dance 2023 Edition                        |

Just Dance 1
Trò chơi đầu tiên trong sê-ri Just Dance được phát hành vào ngày 17 tháng 11 năm 2009, với các bài hát của Katy Perry, MC Hammer, Elvis Presley, Iggy Pop, The Beach Boys, Baha Men, Spice Girls, Gorillaz, và nhiều nghệ sĩ khác.
Just Dance 2
Just Dance 2 được phát hành vào tháng 10 năm 2010. Phiên bản này có 43 bản nhạc bao gồm các bản nhạc DLC và là phần đầu tiên và duy nhất cho đến nay hỗ trợ lên tới 8 người chơi. Nó cũng hỗ trợ nội dung tải xuống. Bao gồm hơn 40 bài hát của Kesha, Outkast, The Pussycat Dolls, Wham!, Avril Lavigne, Mika, Rihanna, và nhiều nghệ sĩ khác.
Just Dance 3
Phát hành ngày 7 tháng 10 năm 2011. Phiên bản này đã được công bố tại hội nghị Ubisoft E3 vào ngày 6 tháng 6 năm 2011, đây cũng là phiên bản đầu tiên được phát hành trên Xbox 360 (có hỗ trợ Kinect) và PlayStation 3 (có hỗ trợ PlayStation Move). Bao gồm hơn 40 bài hát của Jessie J, Katy Perry, Gwen Stefani, A-ha, Robin Sparkles, Lenny Kravitz, The Black Eyed Peas, và nhiều nghệ sĩ khác.
Just Dance 4
Phát hành ngày 9 tháng 10 năm 2012. Phần thứ tư trong loạt sê-ri Just Dance, được công bố tại hội nghị Ubisoft E3 vào ngày 4 tháng 6 năm 2012 và là phiên bản đầu tiên được phát hành trên Wii U. Just Dance 4 bao gồm hơn 40 bản nhạc của Carly Rae Jepsen, Pink, B-52's, Rihanna, Flo Rida, và nhiều nghệ sĩ khác.
Just Dance 2014
Phát hành ngày 8 tháng 10 năm 2013. Đoạn giới thiệu của trò chơi đã được công chiếu tại hội nghị Ubisoft E3 vào ngày 10 tháng 6 năm 2013. Đây là trò chơi Just Dance đầu tiên được phát hành cho hệ máy chơi game thế hệ thứ 8 - Xbox One và PlayStation 4. Phiên bản bao gồm hơn 40 bài hát của Lady Gaga, Nicki Minaj, Psy, One Direction, Chris Brown, Ariana Grande, ABBA, George Michael, Ricky Martin, và nhiều nghệ sĩ khác.
Just Dance 2015
Phát hành ngày 21 tháng 10 năm 2014. Đoạn giới thiệu cho trò chơi được công chiếu tại hội nghị Ubisoft E3 vào ngày 9 tháng 6 năm 2014. Phiên bản bao gồm hơn 40 bài hát của Pharrell Williams, John Newman, Katy Perry, Iggy Azalea, Maroon 5, và nhiều nghệ sĩ khác.
Just Dance 2016
Phát hành ngày 20 tháng 10 năm 2015. Trò chơi được công bố tại hội nghị Ubisoft E3 vào ngày 15 tháng 6 năm 2015. Bao gồm hơn 40 bài hát của Calvin Harris, David Guetta, Meghan Trainor, Britney Spears, Mark Ronson, Shakira, Kelly Clarkson, Demi Lovato, và nhiều nghệ sĩ khác.
Just Dance 2017
Phát hành ngày 25 tháng 10 năm 2016. Trò chơi được công bố tại hội nghị Ubisoft E3 vào ngày 13 tháng 6 năm 2016. Bao gồm hơn 40 bài hát của Anitta, Sia, Justin Bieber, The Weeknd, Major Lazer, OneRepublic, Fifth Harmony, Queen, Beyoncé, DNCE, và nhiều nghệ sĩ khác. Đây là tựa game đầu tiên và duy nhất trong sê-ri được phát hành trên Steam, cũng như là tựa game đầu tiên được phát hành trên Nintendo Switch. Đây cũng phiên bản đầu tiên trong sê-ri không có bài hát nào của Katy Perry.
Just Dance 2018
Phát hành ngày 24 tháng 10 năm 2017. Được công bố tại sự kiện E3 của Ubisoft vào ngày 12 tháng 6 năm 2017. Bao gồm các bài hát của Bebe Rexha, Bruno Mars, Ariana Grande, Big Freedia, Shakira, Clean Bandit, Dua Lipa, Tomska, Luis Fonsi, Selena Gomez, và nhiều nghệ sĩ khác.
Just Dance 2019
Phát hành ngày 23 tháng 10 năm 2018. Đoạn giới thiệu cho trò chơi được công chiếu tại hội nghị Ubisoft E3 vào ngày 11 tháng 6 năm 2018. Nó bao gồm các bài hát của Bruno Mars, Big Bang, Blackpink, Sean Paul, J Balvin, Camila Cabello, Daddy Yankee, và nhiều nghệ sĩ khác.
Just Dance 2020
Được phát hành vào ngày 5 tháng 11 năm 2019. Trò chơi được công bố tại hội nghị Ubisoft E3 vào ngày 10 tháng 6 năm 2019. Bao gồm các bài hát từ Ariana Grande, Billie Eilish, Ed Sheeran, 2NE1, Panic! at the Disco, Khalid, và nhiều nghệ sĩ khác. Đây là trò chơi đầu tiên xuất hiện trên Stadia và là trò chơi cuối cùng xuất hiện trên hệ máy Wii.
Just Dance 2021
Phát hành vào ngày 12 tháng 11 năm 2020. Đây là phiên bản thứ hai không được công bố tại E3 sau Just Dance 1 và đồng thời không hỗ trợ cho dòng máy Wii sau 10 năm. Bao gồm các bài hát của Twice, Shawn Mendes, Tones and I, Lizzo, Eminem, Lady Gaga, Harry Style, Doja Cat, và nhiều nghệ sĩ khác. Đây là trò chơi đầu tiên ra mắt trên hệ máy Xbox Series X/S và PlayStation 5.
Just Dance 2022
Phát hành vào ngày 4 tháng 11 năm 2021, phiên bản được giới thiệu tại hội nghị E3 trực tuyến bởi Todrick Hall. Bao gồm các bài hát của Imagine Dragons, Ciara, Todrick Hall, Katy Perry, Taylor Swift, Aespa, và nhiều nghệ sĩ khác.
Just Dance 2023 Edition
Phát hành vào ngày 22 tháng 11 năm 2022. Đây là phiên bản thứ ba không được công bố tai E3, và đồng thời dừng hỗ trợ cho hai hệ máy Xbox One và PlayStation 4 sau 8 năm. Trò chơi được giới thiệu tại sự kiện trực tuyến Ubisoft Forward vào ngày 10 tháng 9 năm 2022, bao gồm các bài hát của Justin Timberlake, Bruno Mars, Ava Max, The Kid Laroi, Justin Bieber, và nhiều nghệ sĩ khác.

### Phiên bản độc quyền tại thị trường Nhật Bản
Just Dance Wii
Phiên bản tiếng Nhật  của Just Dance do Nintendo phát hành và chỉnh sửa và được phát triển bởi Ubisoft Paris, độc quyền cho Wii.. Trò chơi bao gồm 16 bài hát J-Pop và 12 bài hát từ các sê-ri chính trong Just Dance trước đây. Just Dance Wii có các bản hit của Exile, Kara, Kumi Koda và AKB48. Theo Media Create, tính đến ngày 11 tháng 3 năm 2012, trò chơi đã bán được 560.301 bản tại Nhật.
Just Dance Wii 2
Phiên bản Just Dance thứ hai của Nhật do Nintendo phát hành và  được phát triển bởi Ubisoft Paris. Nó được phát hành vào ngày 26 tháng 7 năm 2012, độc quyền cho Wii. Trò chơi bao gồm 20 bài J-pop từ Exile, Kara, Speed, Da Pump, T-Ara, DJ OZMA, 2PM, Happiness, Max và Ms. Ooja, cũng như 15 bài từ Just Dance 2 và Just Dance 3.
Just Dance Wii U
Phiên bản Just Dance thứ ba của Nhật Bản, được công bố tại Nintendo Direct vào ngày 14 tháng 2 năm 2014 và được phát hành vào ngày 3 tháng 4 năm 2014, độc quyền Wii U. Trò chơi bao gồm các bài hát của SKE48, AKB48, BIGBANG, Kyary Pamyu Pamyu, Momoiro Clover Z, cũng như 15 bài hát từ Just Dance 4 và Just Dance 2014.
Yo-kai Watch Dance: Just Dance Special VersionĐược đồng sản xuất bởi Level-5, bao gồm các bài hát và nhân vật từ trò chơi video và nhượng quyền phim hoạt hình Yo-kai Watch. Được ra mắt vào ngày 5 tháng 12 năm 2015, độc quyền Wii U.

### Các phiên bản Just Dance Kids
Just Dance Kids
Phát hành ngày 9 tháng 11 năm 2010, phiên bản tập trung vào những bài hát dành cho trẻ em. Có 42 bài hát của nhiều nghệ sĩ khác nhau, bao gồm Justin Bieber, Selena Gomez & The Scene và Demi Lovato. Trò chơi được phát hành ở châu Âu dưới tên Dance Juniors năm 2011.
Just Dance Kids 2
Phần thứ hai trong sê-ri Just Dance Kids, phát hành ngày 25 tháng 10 năm 2011. Có hơn 40 bài hát từ các bộ phim bao gồm Shrek 2, Gnomeo và Juliet và Despossible Me và các bản nhạc pop hiện tại, bao gồm Selena Gomez & The Scene, Ashley Tisdale và Bruno Mars. " Take Me There " một bộ phim năm 1998 của Nickelodeon "The Rugrats Movie" của Mýa, Blackstreet, Mase và Blinky Blink đã được dự định đưa vào trò chơi nhưng sau đó đã bị gỡ bỏ. Trò chơi được phát hành ở châu Âu với tên Just Dance Kids vì phần đầu tiên được của đặt là Dance Juniors tại thị trường này.
Just Dance Kids 2014
Phần thứ ba trong sê-ri Just Dance Kids, phát hành ngày 22 tháng 10 năm 2013. Phiên bản có hơn 30 bài hát bao gồm các bài hát gốc của những nghệ sĩ như Demi Lovato, One Direction và Bridgit Mendler. Trò chơi cũng bao gồm các bài hát từ phim truyền hình và phim, bao gồm Victorious, Yo Gabba Gabba! và The Wiggles.

### Các phiên bản Disney
Just Dance: Disney Party
Just Dance: Disney Party là trò chơi đầu tiên trong phần mở rộng dành riêng cho các bản nhạc phim của Disney. Nó được phát hành vào ngày 23 tháng 10 năm 2012 tại Bắc Mỹ và Châu Âu. Nó bao gồm các bài hát từ các bộ phim Disney và các bản nhạc pop hiện tại từ kênh Disney Channel.
Just Dance: Disney Party 2
Được phát hành vào ngày 20 tháng 10 năm 2015, Just Dance: Disney Party 2 có nhiều bài hát nổi tiếng, với hơn 20 bài hát từ loạt phim truyền hình Disney và các bộ phim gốc, như "Descendants", "Teen Beach Movie", "Austin and Ally", "Girl Meets World", "K.C. Undercover" và "Liv and Maddie".

### Các phiên bản Experience
Michael Jackson: The Experience
Một phiên bản mở rộng của Just Dance, gồm 26 bài hát và vũ đạo từ Michael Jackson. Nó được phát hành vào ngày 23 tháng 11 năm 2010.
The Black Eyed Peas Experience
Một bản mở rộng tiếp theo của loạt game Just Dance, trò chơi có hơn 20 bản nhạc của The Black Eyed Peas và được phát hành vào tháng 11 năm 2011. Phiên bản Xbox 360 có lối chơi hoàn toàn khác so với phiên bản Wii.
The Hip Hop Dance Experience
Phiên bản mở rộng thứ ba của Ubisoft. Nó bao gồm các bản hit hàng đầu của các nghệ sĩ như Flo Rida, Bo B, và Rihanna.

### Các phiên bản mở rộng khác
Dance on Broadway
Một bản mở rộng bao gồm 20 bài hát từ nhạc kịch Broadway. Một số bài hát bao gồm: "I Just Can't Wait to Be King" từ Vua Sư Tử, "Bend and Snap" từ Legally Blonde, "Fame" từ Fame và "Time Warp" từ The Rocky Horror Picture Show.
The Smurfs Dance Party
Một phần mở rộng của Just Dance dựa trên phim điện ảnh The Smurfs (Xì Trum), gồm 24 bài hát. Trò chơi cho phép người chơi nhảy cùng với Tí Vua, Tí Vụng Về, Tí Cận, Gutsy Smurf (không rõ tên gọi bằng tiếng Việt), Tí Cô Nương và lão Gà Mên.
ABBA: You Can Dance
Một phần mở rộng của Just Dance, gồm 26 bài hát của ABBA. Nó được phát hành vào ngày 15 tháng 11 năm 2011 ở Bắc Mỹ và ngày 25 tháng 11 năm 2011 tại Châu Âu.

### Sê-riGreatest Hits
Just Dance: Greatest Hits
Just Dance: Greatest Hits (còn được biết đến ở Châu Âu và ở Úc với tên Just Dance: Best Of) được phát hành tại Bắc Mỹ vào tháng 3 năm 2012. Nó bao gồm các bài hát yêu thích của Ubisoft từ các phiên bản trước: Just Dance, Just Dance 2, Just Dance: Summer Party. Chỉ có 1 bài độc quyền PS3/Wii DLC từ Just Dance 3 là "Baby Don't Stop Now" của Anja và hai bài hát độc quyền từ phiên bản Target của Just Dance 3 là "Airplanes" của B.o.B và Hayley Williams, và "Only Girl (In the World)" của Rihanna.

### Phiên bản đặc biệt
Just Dance: Summer Party
Just Dance: Summer Party (còn được biết tới tại thị trường Châu Âu với tên Just Dance 2: Extra Song) bao gồm các bài hát DLC từ Just Dance 2 và hai bài hát độc quyền của Best Buy trong game: "Jai Ho (You Are My Destiny)" của A.R. Rahman, The Pussycat Dolls và Nicole Scherzinger, "Funkytown" của Lipps Inc (được cover lại bởi Sweat Invaders trong trò chơi). Một số bài hát bị loạt bỏ mặc dù trước đó đã được lên kế hoạch đưa vào game. Những bài hát bị loại bỏ này bao gồm "Crazy Christmas" của Santa Clones, "Spice Up Your Life" của Spice Girls, và ba bài khác.

### Các tựa game và dịch vụ khác
Just Dance Now
Just Dance Now là một ứng dụng cho phép mọi người chơi Just Dance bất cứ đâu sau khi kết nối điện thoại với trang web trên màn hình tivi hoặc máy tính. Just Dance Now không yêu cầu phải chơi trên một thiết bị console và người chơi chỉ cần cầm điện thoại lên và nhảy, tương tự như Wii Remote.
Just Dance ControllerJust Dance Controller là một ứng dụng giúp mọi người chơi Just Dance bất kì đâu sau khi đã kết nối thiết bị tới trò chơi trên console hoặc máy tính. Thiết bị được sử dụng để kết nối tới trò chơi sẽ được sử dụng như một tay cầm tương tư như kiểu Wii Remote. Tên gốc ban đầu là Just Dance 2015 Motion Controller dành cho PS4 và Xbox One để sử dụng cho Just Dance 2015, sau này được đổi tên thành Just Dance Controller vào 27 tháng 7 năm 2015. Ứng dụng này hỗ trợ cho Wii U từ bản Just Dance 2016, và sau đó là Steam và Nintendo Switch từ bản Just Dance 2017 (bản Steam cần có điện thoại mới chơi được). Tương thích thiết bị thông minh bị loại bỏ khỏi Wii U và Nintendo Switch ở phiên bản Just Dance 2019 vào tháng 10 năm 2018, và sau đó là Just Dance 2015 vào tháng 11 năm 2018. Sau này được cho vào lại Nintendo Switch ở Just Dance 2020. Sau này ứng dụng cũng hỗ trợ bản Stadia cho Just Dance 2020 và console thế hệ thứ 9 cho phiên bản Just Dance 2021, khi mà các console thế hệ này buộc phải có điện thoại mới chơi được.
Just Dance UnlimitedJust Dance Unlimited là dịch vụ đăng kí dạng live-service (cung cấp nội dung theo mô hình doanh thu liên tục) được ra mắt từ Just Dance 2016 và các phiên bản về sau, nhằm thay thế mô hình DLC. Just Dance Unlimited có hơn 800 bản hit từ những phiên bản Just Dance trước đó, cùng với các bài hát độc quyền mà chỉ những người đăng kí Unlimited mới chơi được và liên tục được cập nhật mới. Tùy vào phiên bản mà gói Unlimited chỉ chứa những bài hát từ phiên bản đó trở xuống chứ không có bài hát của phiên bản cao hơn. Ví dụ, người dùng Unlimited của Just Dance 2021 chỉ có bài từ bản 2021 trở xuống chứ không thể có bài của bản 2022.

## Đón nhận
Các bài đánh giá đến từ Metacritic.

### Sê-ri chính
Just Dance: 49/100 (Wii)
Just Dance 2: 74/100 (Wii)
Just Dance 3: 74/100 (Wii), 70/100 (Xbox 360) và 75/100 (PS3)
Just Dance 4: 77/100 (Xbox 360 và PS3), 66/100 (Wii U), 74/100 (Wii)
Just Dance 2014: 71/100 (Xbox One), 72/100 (Wii U), 75/100 (PS4), 77/100 (PS3), 79/100 (Xbox 360)
Just Dance 2015: 70/100 (Xbox One), 72/100 (PS4), 75/100 (Wii U)
Just Dance 2016: 66/100 (Xbox One), 73/100 (PS4 và Wii U)
Just Dance 2017: 72/100 (Nintendo Switch), 73/100 (Xbox One và PS4)
Just Dance 2018: 71/100 (Nintendo Switch), 75/100 (PS4)
Just Dance 2019: 72/100 (Nintendo Switch), 77/100 (Xbox One và PS4)
Just Dance 2020: 74/100 (Nintendo Switch), 77/100 (PS4)
Just Dance 2021: 70/100 (Nintendo Switch)
Just Dance 2022: 71/100 (Nintendo Switch), 83/100 (Xbox Series X/S)

### Các phiên bản mở rộng
Dance on Broadway: 48/100 (Wii)
Michael Jackson: The Experience: 56/100 (Wii), 66/100 (PS3)
ABBA: You Can Dance: 66/100 (Wii)

## Phim ảnh
Vào ngày 14 tháng 1 năm 2019, Deadline đưa tin rằng Screen Gems đã mua bản quyền hình ảnh của Just Dance với Jason Altman và Margaret Boykin từ Ubisoft Film and Television để sản xuất cùng với Jodi Hildebrand và Will Gluck của Olive Bridge Entertainment.